# Comunità andina
     Membri
     Associati
     Osservatori

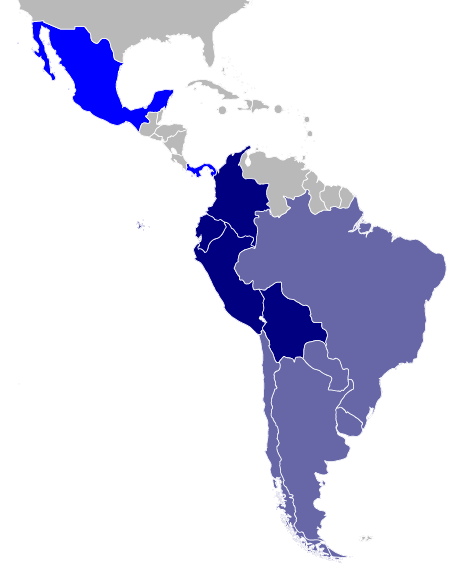
Comunità andina:
Membri
Associati
Osservatori

La Comunità Andina (in spagnolo Comunidad Andina, CAN), è un'organizzazione internazionale regionale comprendente alcuni paesi sud-americani e dotata di libero scambio e libera circolazione di persone tra i 4 membri.
È un'area di libero scambio dell'America Latina insieme al Mercosur (mercato comune), alla Comunità Caraibica e al Sistema dell'integrazione centroamericana.
La Comunità ha 120 milioni di abitanti distribuiti su un'area di 4.700.000 chilometri quadrati, il cui prodotto interno lordo ammonta a 745,3 miliardi di dollari statunitensi nel 2005, incluso il Venezuela. La sua sede è localizzata a Lima, Perù.

## Storia
L'originale Patto Andino (conosciuto anche come Gruppo Andino o Accordo di Cartagena) fu fondato nel maggio del 1969 da cinque paesi sud-americani (Bolivia, Cile, Colombia, Ecuador e Perù) con la firma dell'Accordo di Cartagena. Nel 1973, il patto acquisì il suo sesto membro, il Venezuela, ma nel 1976 i suoi membri furono ridotti a cinque per l'uscita del Cile.
La storia del Gruppo Andino, conosciuto oggi come Comunità andina fu caratterizzato, come tutti i processi di integrazione, da una serie di passi avanti e indietro.
Quasi tutti gli organi e istituzioni andine furono create durante i primi dieci anni del processo di integrazione, eccetto per il Consiglio andino dei presidenti, che fu fondato nel 1990.
La politica o il modello che predominava negli anni '70 fu un modello chiuso che proteggeva le industrie nazionali da alte tasse sui prodotti importati nel paese. Lo stato e la pianificazione giocarono un importante ruolo durante questa fase.
Questo modello entrò in una fase critica negli anni '80, quando il Sud America dovette affrontare la cosiddetta crisi del debito; nessun paese nella regione uscì incolume da essa, e il processo di integrazione ebbe una battuta d'arresto.
Fu deciso all'incontro tenutosi nelle Galápagos (Ecuador) nel 1989, di rimpiazzare il modello di sviluppo chiuso con uno di sviluppo aperto, il commercio e il mercato diventarono le forze guide e questo si riflette nell'adozione di un disegno strategico e un piano di lavoro nelle quali il commercio occupava una posizione predominante.
I paesi andini eliminarono le tariffe sul commercio al loro interno e nel 1993 formarono un'area di libero scambio dove i beni circolano liberamente. Questo diede una forte spinta al commercio dentro la Comunità che aumentò fortemente, creando migliaia di nuovi posti di lavoro. Anche il commercio nei servizi fu liberalizzato, soprattutto nel settore dei trasporti.
Nel 1997, i presidenti decisero, attraverso il Protocollo Trujillo, di introdurre delle riforme nell'Accordo di Cartagena così da portarlo in linea con i cambiamenti che avevano luogo nella scena internazionale. Queste riforme misero il comando del processo nelle mani dei presidenti e creò il Consiglio andino dei presidenti e il Consiglio andino dei ministri degli esteri. La Comunità andina fu creata per rimpiazzare il Patto andino.
Il 22 ottobre 1997 le è stato riconosciuto lo status di osservatore dell'Assemblea generale delle Nazioni Unite.
Il difetto del modello aperto di integrazione divenne più che evidente negli anni seguenti. Benché il modello incrementasse la crescita del commercio, trascurava i problemi della povertà, dell'esclusione e dell'iniquità. Fu per questa ragione che, nel 2003, il processo di integrazione acquisì un contenuto sociale. Un Piano integrale per lo sviluppo sociale fu stabilito da un mandato presidenziale (Quirama, 2003) e a poco a poco le questioni di sviluppo che erano prima presenti nel processo e in seguito abbandonate, furono riprese.
Questi cambiamenti si rifletterono chiaramente nel piano di lavoro del Segretariato Generale per il 2007, nel quale si provvede per un'azione nelle aree del sociale, dell'ambiente, della cooperazione politica, delle relazioni estere e dello sviluppo della produzione e del commercio.
Nell'aprile 2006, il Venezuela decise di uscire dal CAN e il 20 settembre dello stesso anno il Consiglio andino dei ministri degli esteri concesse al Cile lo status di membro associato, aprendo la strada ad un suo reinserimento.
Recentemente, con il nuovo accordo di cooperazione con il Mercosur, la Comunità andina ha acquistato quattro nuovi membri associati: Argentina, Brasile, Paraguay e Uruguay. A questi quattro membri del Mercosur è stato concesso lo status di membri associati dal Consiglio Andino dei Ministri degli esteri incontratosi in una sessione allargata con la Commissione della comunità andina il 7 luglio 2005. Questa decisione ricambia l'azione del Mercosur che aveva concesso lo status di associato a tutte le nazioni della Comunità in virtù degli accordi economici complementare (accordi di libero scambio) firmati tra il CAN e i membri individuali del Mercosur.

## Relazione con le altre organizzazioni
La Comunità Andina e il Mercosur costituiscono i due principali blocchi commerciali del Sud America. Nel 1999, queste organizzazioni cominciarono a negoziare una fusione con l'obiettivo di creare una Zona di libero scambio delle Americhe. L'8 dicembre 2004 fu firmato un accordo di cooperazione con il Mercosur e pubblicarono una lettera comune di intenzione per negoziati futuri verso l'integrazione di tutto il Sud America nel contesto di un'Unione delle Nazioni Sud-Americane, sul modello dell'Unione europea.
Durante il 2005, il Venezuela decide di aderire al Mercosur. La prima posizione ufficiale del paese fu che, con l'adesione al Mercosur, il prossimo passo dovrà portare verso l'integrazione di entrambi i blocchi commerciali. Il Segretario Generale del CAN, Allan Wagner, dichiarò che il ministro degli esteri del Venezuela Alì Rodriguez non credeva nell'uscita del suo paese dal CAN, e che la sua simultanea adesione segnava l'inizio della loro integrazione, e infatti nel 2006, il presidente del Venezuela Hugo Chávez annunciò l'uscita del suo paese dalla Comunità Andina, dichiarando che, dopo la firma di Colombia e Perù agli accordi di libero scambio con gli Stati Uniti, la Comunità era “morta”. Funzionari colombiani e peruviani hanno espresso il loro disaccordo con questa visione, insieme ai rappresentanti del settore industriale del Venezuela (Conindustria).
Nonostante questo annuncio, il Venezuela non ha ancora formalmente completato tutte le necessarie procedure per l'uscita. Secondo il ministro del commercio del Venezuela, Maria Cristina Iglesias, l'intero processo occuperà cinque anni. Fino ad allora, il Venezuela e i loro partner rimangono obbligati dagli affetti dagli accordi commerciali preesistenti della comunità.
Durante una recente visita in Colombia, il presidente Hugo Chávez affermò la sua disponibilità al rientro nella Comunità Andina. Negli ultimi anni le relazioni tra Venezuela e Mercosur si sono indebolite; il Mercosur non è d'accordo con molte sue proposte.

## Cronologia
- 1969, il lavoro di preparazione per la Comunità fu stabilito con l'Accordo di Cartagena
- 1973, il Venezuela aderisce al Patto andino.
- 1976, Augusto Pinochet ritirò il Cile dalla Comunità andina affermando l'incompatibilità economiche.
- 1979, fu firmato il trattato che creò la Corte di Giustizia, il Parlamento andino e il Consiglio andino dei ministri degli Esteri.
- 1983, entra in vigore il trattato precedente.
- 1991, i presidenti approvano la politica di cieli aperti e sono d'accordo per intensificare l'integrazione.
- 1992, il Perù sospese temporaneamente i suoi obblighi sul Programma di liberalizzazioni.
- 1993, la Zona di libero scambio entrò in pieno funzionamento in Bolivia, Colombia, Ecuador e Venezuela.
- 1994, fu approvata la Tariffa comune esterna.
- 1996, la Commissione sull'Accordo di Cartagena approva il regolamento per la struttura, il funzionamento e lo sfruttamento del sistema satellitare Simon Bolivar.
- 1997, un accordo fu raggiunto per l'incorporazione graduale del Perù nella Zona andina di libero scambio.
- 1998, l'Accordo strutturale per la creazione di un'area di libero scambio tra la Comunità andina e il Mercosur fu firmata a Buenos Aires.
- 2000, incontro dei presidenti Sud-Americani, nella quale i capi di Stato della Comunità andina e del Mercosur decisero di varare i negoziati per stabilire un'area di libero scambio tra i due blocchi entro il gennaio 2002, al più tardi.
- 2003, i ministri degli esteri della Comunità andina e del Mercosur, durante un incontro a Montevideo nella quale il CAN consegnò una proposta di lavoro contenente le linee guida per il negoziato, riaffermano la determinazione politica dei governi di portare avanti il negoziato per l'accordo di libero scambio tra i due blocchi.
- 2006, il presidente Hugo Chávez annuncia la volontà di ritirare il Venezuela dalla Comunità andina, affermando che gli accordi di un'area di libero scambio firmato da Colombia e Perù con gli USA avevano causato danni irreparabili alla comunità.

## Membri
I membri del CAN sono attualmente quattro:
- Bolivia (1969)
- Colombia (1969)
- Ecuador (1969)
- Perù (1969)

Membri associati:
- Argentina (2005)
- Brasile (2005)
- Cile (membro 1969-1976, osservatore 1976-2006, associato dal 2006, ha dichiarato di voler tornare membro)
- Paraguay (2005)
- Uruguay (2005)

Osservatori:
- Messico
- Panama

Ex membri:
- Venezuela (1973-2006, ha dichiarato di voler tornare membro[senza fonte])

## Organizzazione
- Consiglio andino dei presidenti
- Consiglio andino dei ministri degli Esteri
- Commissione
- Tribunale andino di giustizia
- Congresso andino (Bogotà, Colombia)
- Fondo di riserva latino-americano
- Università andina Simon Bolivar

## Segretari Generali
- Sebastián Alegrett (Venezuela) 1997–2002
- Guillermo Fernández de Soto (Colombia) 2002–2004
- Edward Allan Wagner Tizón (Peru) 2004–2006
- Alfredo Fuentes Hernández (Colombia), interim 2006–2007
- Freddy Ehlers Zurita (Ecuador), 2007–2010
- Adalid Contreras Baspineiro (Bolivia), interim 2011-2013
- Pablo Guzmán Laugier (Bolivia), 2013-2016
- Walker San Miguel (Bolivia), 2016-attuale

## Libera circolazione delle persone
Dal 1º gennaio 2005 i cittadini dei paesi membri possono entrare in ogni altro stato membro della Comunità andina senza il requisito del visto d'ingresso. I passeggeri possono presentare alle autorità le loro carte di identità nazionali (de facto al 2017 occorre sempre il passaporto e il visto - sello - di ingresso ad es. al confine tra Perú ed Ecuador per i cittadini dei medesimi Paesi).
I visitatori del Venezuela dovranno presentare i loro passaporti, ricevendo così la Carta andina di migrazione (Tarjeta Andina de Migración), nella quale è dichiarato il tempo di residenza temporanea nel paese.

## Passaporto andino
Il passaporto andino fu creato nel giugno 2001 conformemente alla Decisione 504. Questa stabiliva l'emissione di un passaporto basato su un modello standard che conteneva caratteristiche armonizzate di nomenclatura e sicurezza. Il passaporto è efficace in Ecuador, Perù, Venezuela, Bolivia e Colombia.